# Leptoderes flavipennis
Leptoderes flavipennis är en insektsart som först beskrevs av Brunner von Wattenwyl 1891.  Leptoderes flavipennis ingår i släktet Leptoderes och familjen vårtbitare. Inga underarter finns listade i Catalogue of Life.